# Pneumatomachen
Als Pneumatomachen (griechisch für „Bekämpfer des Heiligen Geistes“) bezeichnet man in der Dogmengeschichte die Anhänger einer theologischen Richtung, die sich im 4. Jahrhundert herausbildete. Sie akzeptierten zwar die Wesensgleichheit Jesu Christi als des Sohnes Gottes mit Gott dem Vater, die das erste Ökumenische Konzil (Nizäa 325) in seinem Bekenntnis festgeschrieben hatte, waren jedoch nicht bereit, diese Lehre auch auf den Heiligen Geist auszudehnen.
Hauptvertreter der pneumatomachischen Richtung waren der Patriarch von Konstantinopel Makedonios I. (deshalb nennt man die Anhänger auch Makedonianer) sowie Eustathius von Sebaste, doch war die Lehre mehr oder weniger explizit bei einer Reihe von ostkirchlichen Theologen des 4. Jahrhunderts zu finden, insbesondere unter den Homöusianern.
Hauptgegner war Basilius der Große, der in seiner Schrift Über den Heiligen Geist die Pneumatomachen argumentativ zu widerlegen suchte und damit der Ausbildung des Dreifaltigkeitsdogmas entscheidende Impulse gab.